# Svart (släkt)
Svart var dels en svensk adelsätt, dels ett ofrälse efternamn.

## Historik
Adelsätten Svart härstammade från Joen Håkansson till Gladö som levde 1490. Enligt Anreps ättartavlor skulle släkten tidigare ha hetat Svarta och varit adlig sedan medeltiden. Joen Håkansson var gift med Brita Månsdotter (Frille), och fick med henne bland annat sonen Sven Joensson till Gladö, gift med Carin Djekne vars mor var en Stråle. Deras son Peder Joensson till Gladö och Sundby var en av de adliga förseglarna av Gustav Vasas testamente 1560 och till ständernas bevillning året därefter. Hans hustru var Anna Körning och hennes mor Brita Kuse. Sistnämnda makar fick två döttrar och en son. Döttrarna gifte sig Silfversparre och Krabbe af Svanby.
Sonen Sven Pedersson Svart till Sundby och Gladö var kapten vid Amiralitetet och avled 1606. Han var gift med Elsa Silfversparre, som var dotter till Peder Månsson Silfversparre och Brita Carlsdotter Månesköld af Seglinge. Deras äldste son avled troligen barnlös. Deras andre son, Sven Svart till Sundby, Gladö och Fogelbro var assessor i Åbo hovrätt och häradshövding i Pikie härad i Finland. Hans hustru var Christina Bure, dotter till Olof Bure och Elisabeth Bagge af Boo.
Deras dotter Maria gifte sig von der Osten genannt Sacken, dottern Elisabeth först Lilljenthal och sedan Sylvius och dottern Christina blev stammoder till ätten Bogeman. Sonen Jacob Svart var lantjägmästare i Södermanland och Närke, men avled barnlös och slöt den adliga ätten på svärdssidan.